# Krawattennadel

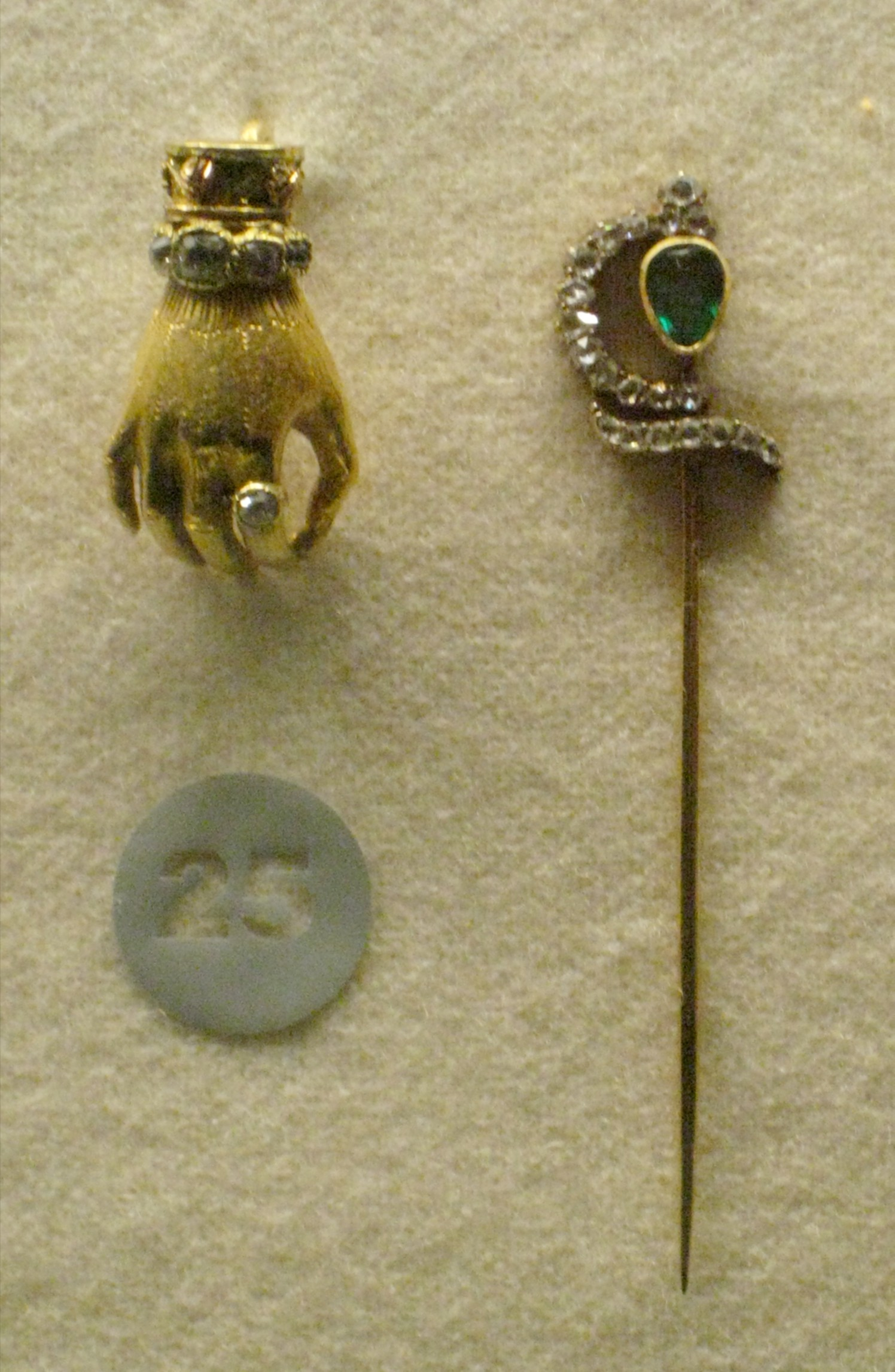
Krawattennadel

Die Krawattennadel (nicht zu verwechseln mit der Krawattenspange) ist ein aus einer Nadel und einem Zierkopf bestehender Herrenschmuck und dient auch zum Zusammenhalten einer Krawatte, indem sie durch den Knoten gesteckt wird.
Alternativ wird eine Krawattennadel wie eine Krawattenspange verwendet, um die Krawatte auf halber Höhe am Hemd zu fixieren. Traditionell wird ein festlicher Plastron mit einer perlenbesetzten Nadel festgehalten. Meist ist nur eine Perle auf der Krawattennadel sichtbar. Da die Nadel durch die Krawatte hindurchgestochen wird, können insbesondere Seidenkrawatten zerstört werden.

## Geschichte
Aufgekommen sind die Krawattennadeln im 19. Jahrhundert in der Biedermeierzeit, allerdings zunächst als reiner Schmuck für die damals getragenen Halsbinden. Zum Standardschmuckstück wurden Krawattennadeln mit dem Aufkommen des Plastrons um 1860. Beim Langbinder hatte die Nadel zu dieser Zeit keine echte Funktion, da sie direkt auf dem Knoten getragen wurde. Der Schmuckknopf wurde mit vielfältigen Motiven verziert, mitunter auch mit einem Monogramm oder dem Wappen. Nach dem Ersten Weltkrieg wurde die Perlnadel populär. In der Zeit des Nationalsozialismus gab es Krawattennadeln mit Adler und Hakenkreuz, die auch als Auszeichnung verschenkt wurden. In den 1950er Jahren kam dann als Alternative die Krawattenspange auf. Heute werden Krawattennadeln teilweise als Schmuck auch am Revers getragen.